# Walter Sollbach
Walter Sollbach (* 25. Mai 1937 in Hürth) war von 1992 bis 2016 Vorsitzender des Rheinischen Fischereiverbandes von 1880 e.V. und der Stiftung für Gewässerschutz und Wanderfische NRW.
In seinen Funktionen setzte er sich seit Jahren für den Schutz und die Renaturierung von Gewässern und für eine umweltverträgliche Fischerei ein. Unter seinem Vorsitz wurden zahlreiche erfolgreiche Projekte wie beispielsweise die Wiederansiedlung des Lachses in der Sieg umgesetzt. Für sein außerordentliches Engagement im Naturschutz und bei der Jugendförderung wurde ihm am 9. Juni 2006 das Verdienstkreuz am Bande verliehen. Im Jahre 2000 wurde ihm die silberne Medaille des VDSF verliehen. Im Jahre 2013 wurde er als erster und bisher einziger Angler für seine Verdienste für den Casting-Sport mit der Sportplakette des Landes Nordrhein-Westfalen ausgezeichnet.
Walter Sollbach wurde 1969 Mitglied bei den Angelsportfreunden Rodenkirchen und gehörte ab 1970 dessen Vorstand an, von 1973 bis 1998 war er dessen Vorsitzender. Er gehört zu den ersten Personen, die nach Einführung der Fischerprüfung 1971 eine solche abgelegt haben. Walter Sollbach war  ehrenamtlich in vielen Ämtern für die Fischerei tätig. Seit 1984 war Walter Sollbach im Vorstand des damaligen Landesverbandes, den er seit 1990 bis zum Jahre 2016 führte. Walter Sollbach wurde 2016 als Vizepräsident in das Präsidium gewählt.  Außerdem war er für den Fischereiverband NRW e. V. als Fischereiberater, als Mitglied im Landschaftsbeirat und im Fischereibeirat beim Ministerium für Klimaschutz, Umwelt, Landwirtschaft, Natur- und Verbraucherschutz in Düsseldorf sowie in zahlreichen Arbeitskreisen tätig.
Walter Sollbach gilt als Vater des Programmes zur Wiederansiedlung des Maifisches in den Rhein. Es entstand 2002 in Köln durch den Rheinischen Fischereiverband und die Gebrüder Dohle, die dies später durch die Hit-Umweltstiftung förderten. Der damalige Vorsitzende des Fischereiverbandes, Walter Sollbach, erinnerte sich an das "Poller Maispill" in Köln-Poll, in dem die Maifisch-Tradition des Fischerortes lebendig gehalten wird und schlug den im Rhein nicht mehr heimischen Maifisch als Förderobjekt vor.
Walter Sollbach lebt in Köln, ist in zweiter Ehe verheiratet und hat drei Töchter. Bis zu seiner Pensionierung im Jahr 2000 arbeitete er als Tiefbau-Ingenieur beim Rheinischen Autobahnamt Köln. Hier vertrat er jahrelang als Personalratsvorsitzender und Schwerbehindertenvertrauensmann die Interessen der Angestellten.

## Ehrenamtliche Tätigkeiten
- 1974 bis 1998: Vorsitzender der ASF Rodenkirchen 1948 eV
- 1980 bis 2016: Vorstandsmitglied des Landes-Fischereiverband NR eV Bonn/Rheinischer Fischereiverband, seit 1992 Vorsitzender
- 1989 bis 2016: Beirat für das Fischereiwesen beim Ministerium für Umwelt, Naturschutz, Landwirtschaft und Verbraucherschutz NRW
- 2000 bis 2016: Fischereiberater der Stadt Köln